# Clyo Mendoza
Clyo Huitzilin Mendoza Herrera (Oaxaca, 16 de marzo de 1993) es una escritora y poeta mexicana. Fue galardonada con el Certamen Internacional de Literatura Sor Juana Inés de la Cruz por su libro Silencio en 2018.

## Biografía
Clyo Mendoza estudió la Licenciatura en Letras Hispánicas en la Universidad Autónoma Metropolitana.
Dentro de su carrera como escritora, Clyo Mendoza ha obtenido la beca del Fondo Nacional para la Cultura y las Artes entre 2015 y 2016. En 2017 obtuvo el premio de poesía en el Certamen Internacional de Literatura Sor Juana Inés, siendo la escritora más joven en conseguirlo. Realizó una residencia en Córdoba, España, con un apoyo de la Fundación Antonio Gala.

## Obra
Mendoza explora diferentes técnicas literarias, entre poesía con verso libre, escritura automática y prosa. En su poesía suele incorporar 'formulaciones narrativas'. En Silencio (2018), exploró la narrativa a través de la historia de su madre, Águeda, como representación de las mujeres mexicanas. En el libro explora la violencia de género, el crimen, el maltrato y otros horrores. Dentro de su poesía, Clyo Mendoza realiza una experimentación híbrida con la narrativa, al usar personajes y temas como el erotismo, la conciencia y el amor; así como la violencia. Utiliza un estilo ensayístico mezclado con diálogos en los que hay descripciones, elementos críticos e irónicos. Este estilo la llevó también a adentrarse en el cuento y la novela, con Furia (2021). Con esta obra recibió el Premio Primera Novela 2022.

### Lista de publicaciones

#### Poesía
- Anamnesis (Cuadrivio, 2016)[9][5]
- Silencio (Fondo Editorial del Estado de México, 2018)[10][11]

#### Novela
- Furia (Almadía, 2021)[12]

#### Antologías
- Poetas parricidas (Cuadrivio, 2014)[13]
- Homenaje a José Emilio Pacheco (Cantera verde, 2009)
- Los reyes Subterráneos. Veinte poetas jóvenes de México (2015), La Bella Varsovia (editorial)
- Todo pende de una transparencia. Muestra de poesía mexicana reciente (Vallejo & Company, 2016).
- Tiembla (Almadía, 2018).

## Premios y reconocimientos
- Certamen Internacional de Literatura Sor Juan Inés de la Cruz, 2018, en la categoría de poesía.[3]